# Dorfkirche Gorgast

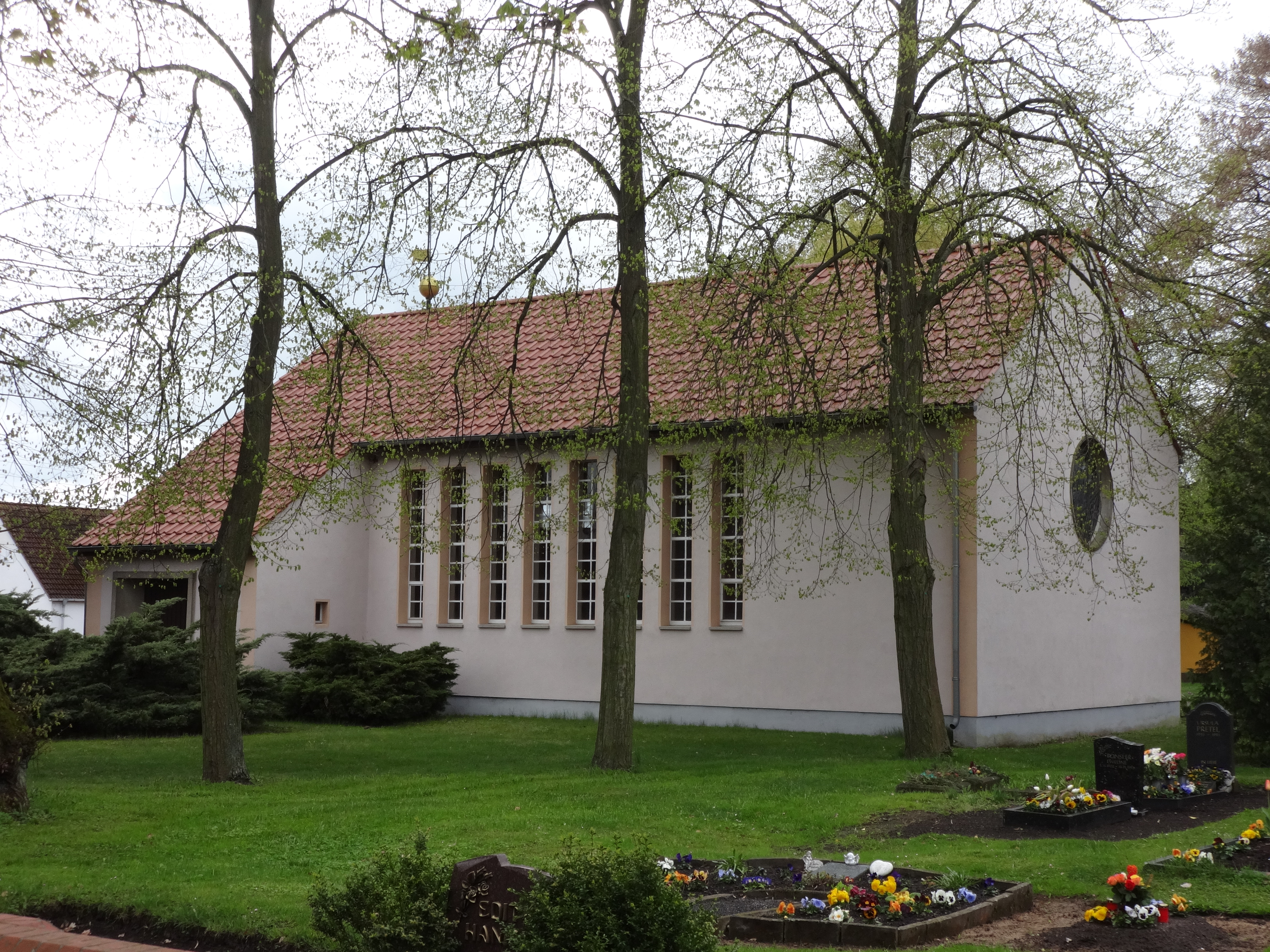
Dorfkirche Gorgast

Die evangelische Dorfkirche Gorgast steht in Gorgast, einem Ortsteil der Gemeinde Küstriner Vorland im Landkreis Märkisch-Oderland im Land Brandenburg. Die Gemeinde gehört zum Evangelischen Kirchenkreis Oderland-Spree der Evangelischen Kirche Berlin-Brandenburg-schlesische Oberlausitz. Die Kirche steht unter Denkmalschutz.

## Lage
Das Bauwerk steht im Mittelpunkt des Ortes, auf den von Westen die Landstraße 33 als Hauptstraße zuführt, die nach Osten hin als Baumschulenweg verläuft. Sie wird von Norden kommend von der Genschmarer Straße ergänzt, die nach Süden als Ernst-Thälmann-Straße durch den Ort verläuft. Nördlich der Kreuzung Hauptstraße/Genschmarer Straße befindet sich die Kirche, die mit einer hüfthohen Mauer aus rotem Mauerstein eingefriedet ist. Der Glockenturm steht separiert vom Bauwerk östlich der Genschmarer Straße und dort südlich des Pfarramtes.

## Geschichte

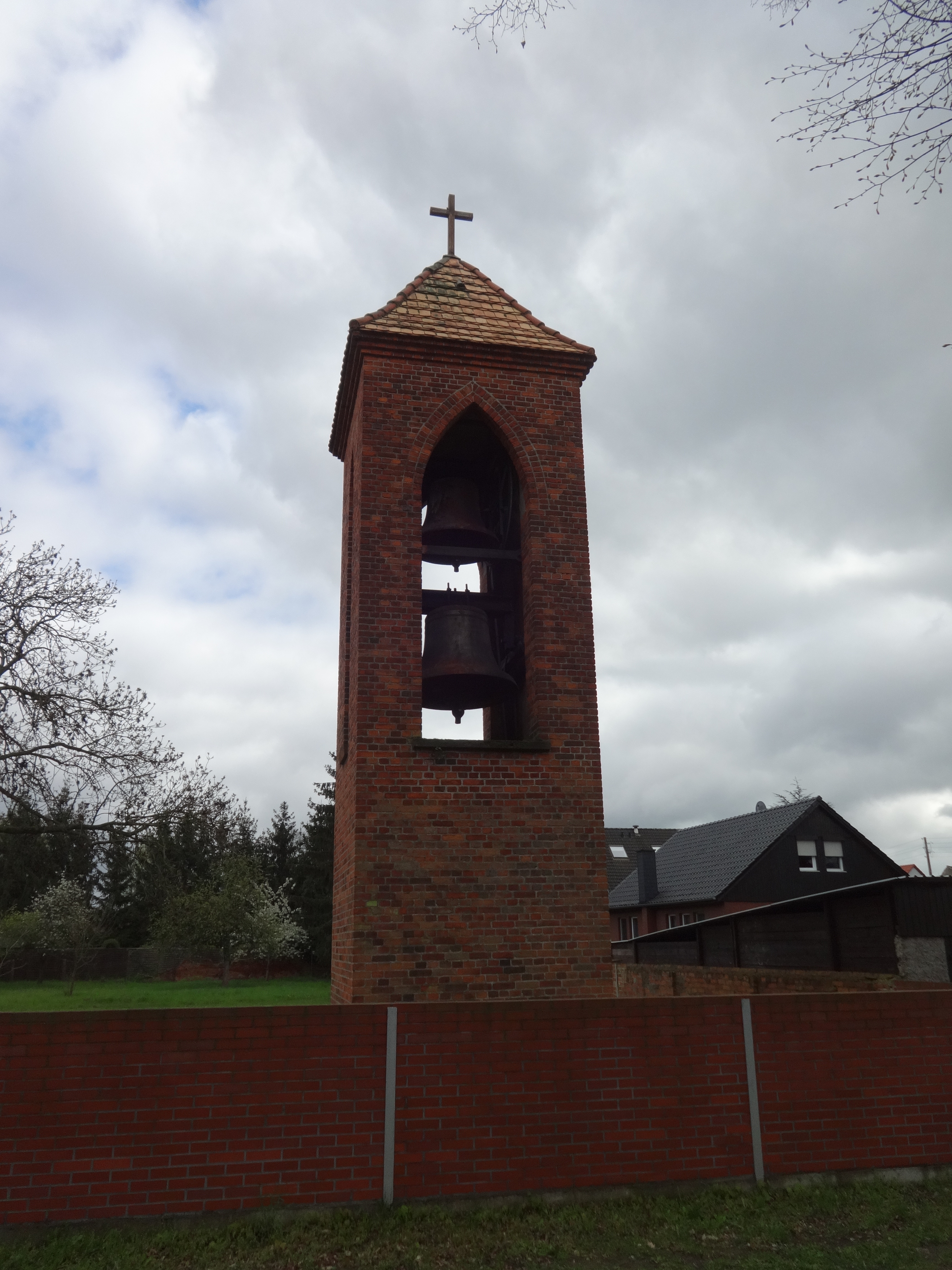
Freistehender Glockenturm

Das Bauwerk ersetzte einen Vorgängerbau aus dem Jahr 1888, der zum Ende des Zweiten Weltkrieges wie viele andere Bauten in der Region von deutschen Truppen gesprengt wurde, um der vorrückenden Roten Armee die Orientierung in dem vergleichsweise flachen Gelände zu erschweren. Die Ruine wurde 1956 gesprengt. Die Kirchengemeinde begann in den darauffolgenden Jahren unter Zuhilfenahme der alten Mauerziegel mit dem Neubau. Die Kirchweihe fand zum Erntedankfest am 5. Oktober 1959 statt. 2009 wurde das Bauwerk saniert. Dabei fanden Arbeiter in der Turmkugel einige Schriften des damaligen Pfarrers Zebe, der die Arbeits- und Lebensbedingungen in den 1960er und 1970er Jahren beschrieb. Auf Grund der Entstehungsgeschichte steht das Bauwerk trotz seines vergleichsweise jungen Alters unter Denkmalschutz.

## Baubeschreibung
Der Chor ist gerade, nicht eingezogen und schlicht ausgeführt. Unterhalb des Giebels ist ein großes kreisförmiges Fenster. Dies ist auch gleichzeitig das einzige Gestaltungselement an dieser Seite des Bauwerks. Die Nordseite des Kirchenschiffs ist durch insgesamt fünf Strebepfeiler in vier gleich große, hell verputzte Flächen gegliedert. Im östlich und westlich gelegenen Feld sind je drei hochgesetzte, quadratische Fenster. Eine vergleichbare Gliederung fehlt an der südlichen Schiffswand. Dort dominieren acht hohe und schmale, rechteckige Fenster. Der Zugang zum Bauwerk erfolgt über ein rechteckig vorgesetztes Portal an der westlichen Seite des Kirchenschiffs. Hier befindet sich eine große, doppelflügelige Tür, die mit einem grauen Gewände eingefasst ist und über drei Stufen erreicht werden kann. An der westlichen Wand des Kirchenschiffs ist im südlichen Teil im Bereich des Eingangs ein kleines, kreisförmiges Fenster. Die Wand wird durch ein im nördlichen Bereich angebrachtes Kreuz dominiert, das sich bis in den Giebel erstreckt. Das schlichte Satteldach ist im Bereich des Portals als Schleppdach ausgeführt und verbindet diesen damit optisch an das Bauwerk. Im westlichen Bereich des Dachfirsts ist eine Turmkugel mit Wetterfahne und Kreuz.

## Ausstattung
Die Ausstattung stammt überwiegend aus der Bauzeit der Kirche. Das Altarretabel ist aus französischem Bleiglas und hat einen Durchmesser von 1,8 m. Es zeigt den gekreuzigten Christus und wurde von Günter Johl entworfen. Die Fünte stammt aus dem Vorgängerbau. Die Orgel entstand in der Werkstatt von Wilhelm Sauer.
Innerhalb der Einfriedung steht auf dem südwestlichen Teil des Geländes ein Denkmal, das an die Gefallenen der Weltkriege erinnert. Im nordwestlichen Bereich befindet sich eine Trauerhalle, die von Juli bis Dezember 2009 mit Mitteln aus dem Zukunftsinvestitionsgesetz saniert wurde. Der schlichte Bau mit einem rechteckigen Grundriss hat an den beiden Längsseiten je vier große, rechteckige Fenster. Die westliche Wand mit einem gedrückt-segmentbogenförmigen Portal sowie der Giebel sind mit rotem Mauerstein verkleidet.
Auf der gegenüberliegenden Straßenseite errichteten Handwerker einen Glockenturm. Er besteht aus rötlichem Mauerstein mit spitzbogenförmigen, gotisch geformten Klangarkaden, in denen zwei Glocken hängen. Oberhalb des Pyramidendachs ist ein Kreuz.